# Немачка 22. оклопна дивизија
Немачка 22. Оклопна дивизија била је оклопна дивизија Вермахта у Другом светском рату. Оформљена је септембра 1941. у Француској. Пребачена је на јужни сектор Источног фронта фебруара 1942. године. 22. Оклопна дивизија била је последња немачка дивизија наоружана тенковима чехословачке производње Панзер 38(t). Била је готово у потпуности уништена када је окружена током борби недалеко од Стаљинграда. Распуштена је априла 1943. 